# Modellautomobil
Ein Automodell oder Modellauto ist die maßstäblich verkleinerte Nachbildung eines Automobils. Dies können Personenwagen, Lieferwagen, Busse, Lastwagen mit verschiedenen Aufbauten sowie Baufahrzeuge und landwirtschaftliche Fahrzeuge sein.

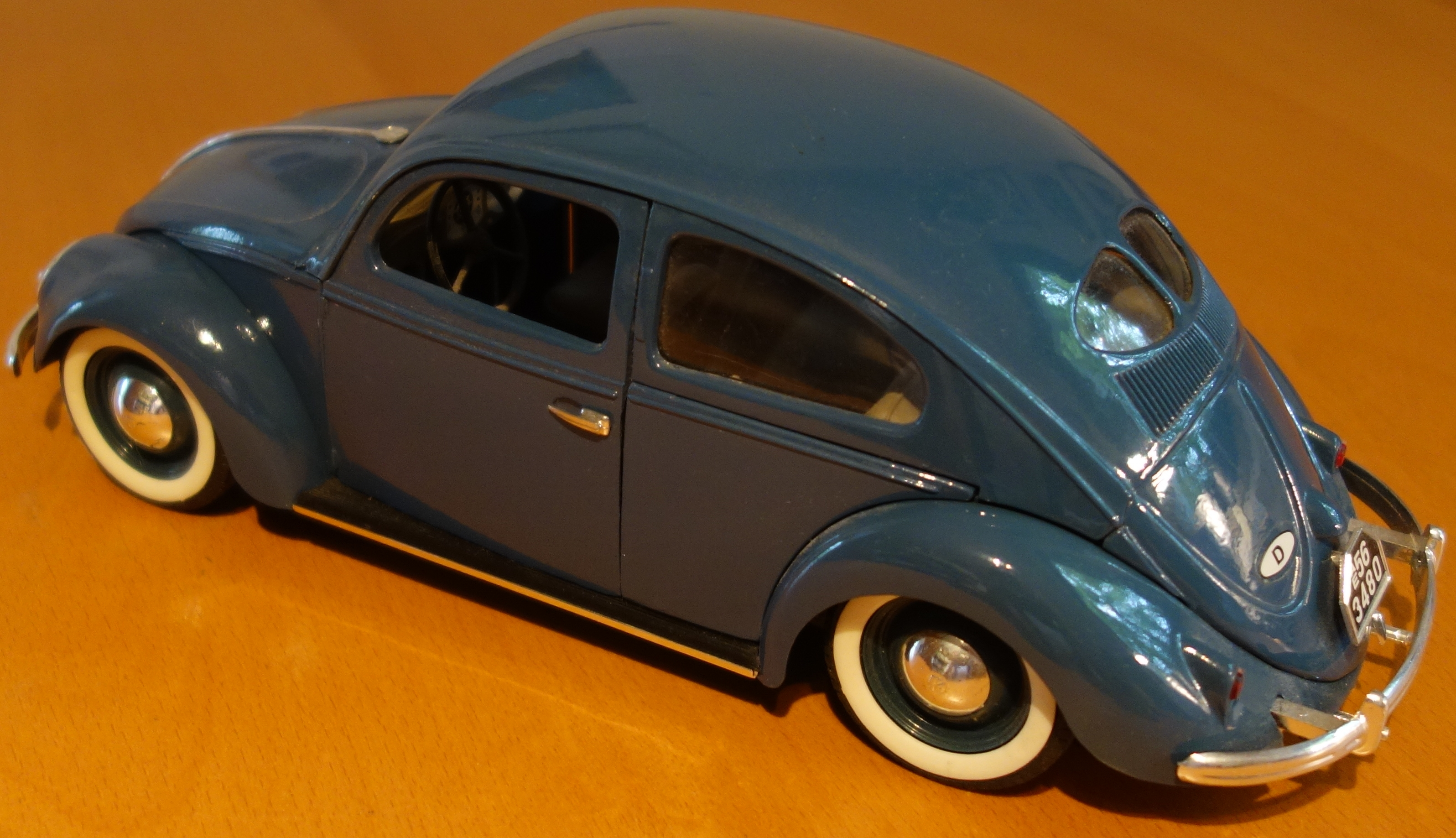
Modell eines Volkswagens mit „Brezel“-Heckfenster (Brezelkäfer)

Der Zusammenbau solcher Modelle wird im Rahmen des Modellbaus verbreitet als Hobby betrieben. Für jeden Bereich gibt es aber auch fertige Modelle zu kaufen.
Der Automodellbau gliedert sich in mehrere Bereiche.

## Standmodelle

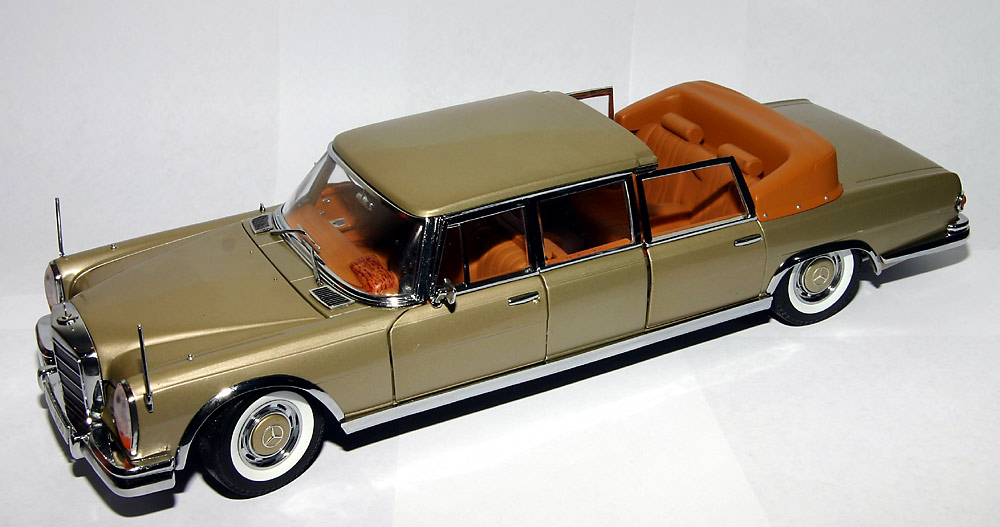
Standmodell eines Mercedes-Benz 600 Pullman Landaulet

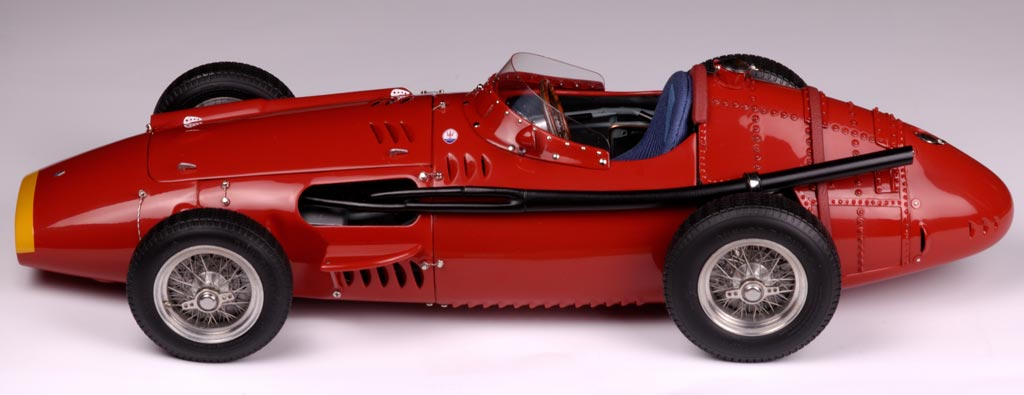
1:18-Modell von CMC eines Maserati 250F

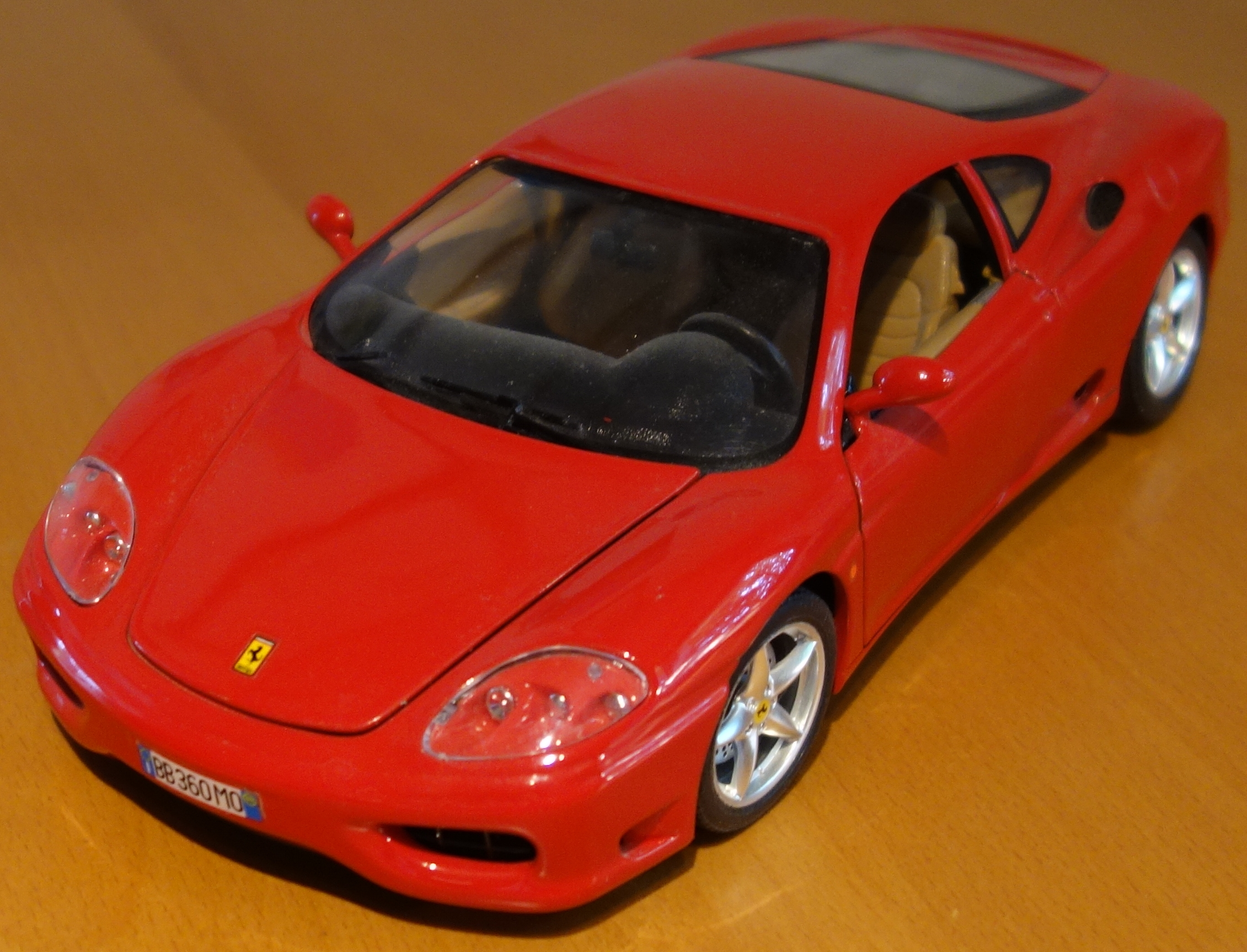
Ferrari 360 Modena (1999) in 1:18

Standmodelle sind möglichst genau dem Original nachempfunden. Automodelle sind vorwiegend fertig gebaut und montiert. Das Grundmodell besteht in den größeren Maßstäben meist aus Metall, die Anbauteile (Fensterscheiben, Scheinwerfer, Reifen, Scheibenwischer usw.) sind meist aus Kunststoff. Modelle im Maßstab 1:87 und kleiner werden in der Regel aus Kunststoff gefertigt. Sehr feine Teile, wie Kühlergrill oder Scheibenwischer, können aus Fotoätzteilen sein. Rennwagenmodelle werden meistens mit Nass-Schiebebildern beklebt, um den authentischen Rennlook wiederzugeben.
Es gibt weltweit mehr als hundert Hersteller für Fahrzeugmodelle, dazu kommen noch unzählige Kleinserienhersteller. Die Kleinserienhersteller stellen Modelle in kleinen Serien von ca. 10 bis ca. 100 Stück her, oftmals wird das Modell hierbei aus Resine hergestellt, nicht wie bei den Großserienherstellern aus Kunststoff oder Metall.
Automodelle werden, grob geordnet, nach Vorbildtypen, Modellherstellern und/oder Maßstabsklassen gesammelt.
Im deutschsprachigen Raum herrschen die Maßstäbe 1:87 (Nenngröße H0), 1:43 (Nenngröße 0) und 1:18 vor. Im Bereich der Nutzfahrzeugmodelle (Baumaschinen, Lkw und Busse) ist auch der Maßstab 1:50 weit verbreitet (u. a. Conrad, NZG, Joal, Tekno, Corgi usw.). Weitere nennenswerte Maßstäbe sind 1:8, 1:12, 1:24, 1:32 (insbesondere landwirtschaftliche Modelle, Nenngröße 1), 1:64, 1:120 (Nenngröße TT) und 1:160 (Nenngröße N).

### 1:18
Der klassische Maßstab für „große“ Modelle ist 1:18. Die Modelle werden vor allem in Europa und Nordamerika gesammelt, wo auch die Schwerpunkte des Modellangebotes liegen. Daneben gibt es einen chinesischen Inlandsmarkt, dessen Modelle aber – obwohl es auch außerhalb erhältliche Vorbilder sind – nur selten außerhalb angeboten werden. Besonders hoch detaillierte Modelle in diesem Maßstab bestehen aus weit über 1000 Einzelteilen, und selbst in den untersten Preisklassen sind zu öffnende Türen und Motorhauben sowie eine Lenkung üblich. Viele Modelle haben zudem eine Federung und einen zu öffnenden Kofferraum.
Hersteller von 1:18-Modellen sind unter anderem Minichamps, AutoArt, Kyosho, Yat Ming, CMC, Norev, Revell, Sun Star, Bburago, Hot Wheels, Maisto, Welly, FrontiArt oder Ricko. Einige 1:18-Modelle entstehen auch als Werbemodelle für die Vorbildhersteller.

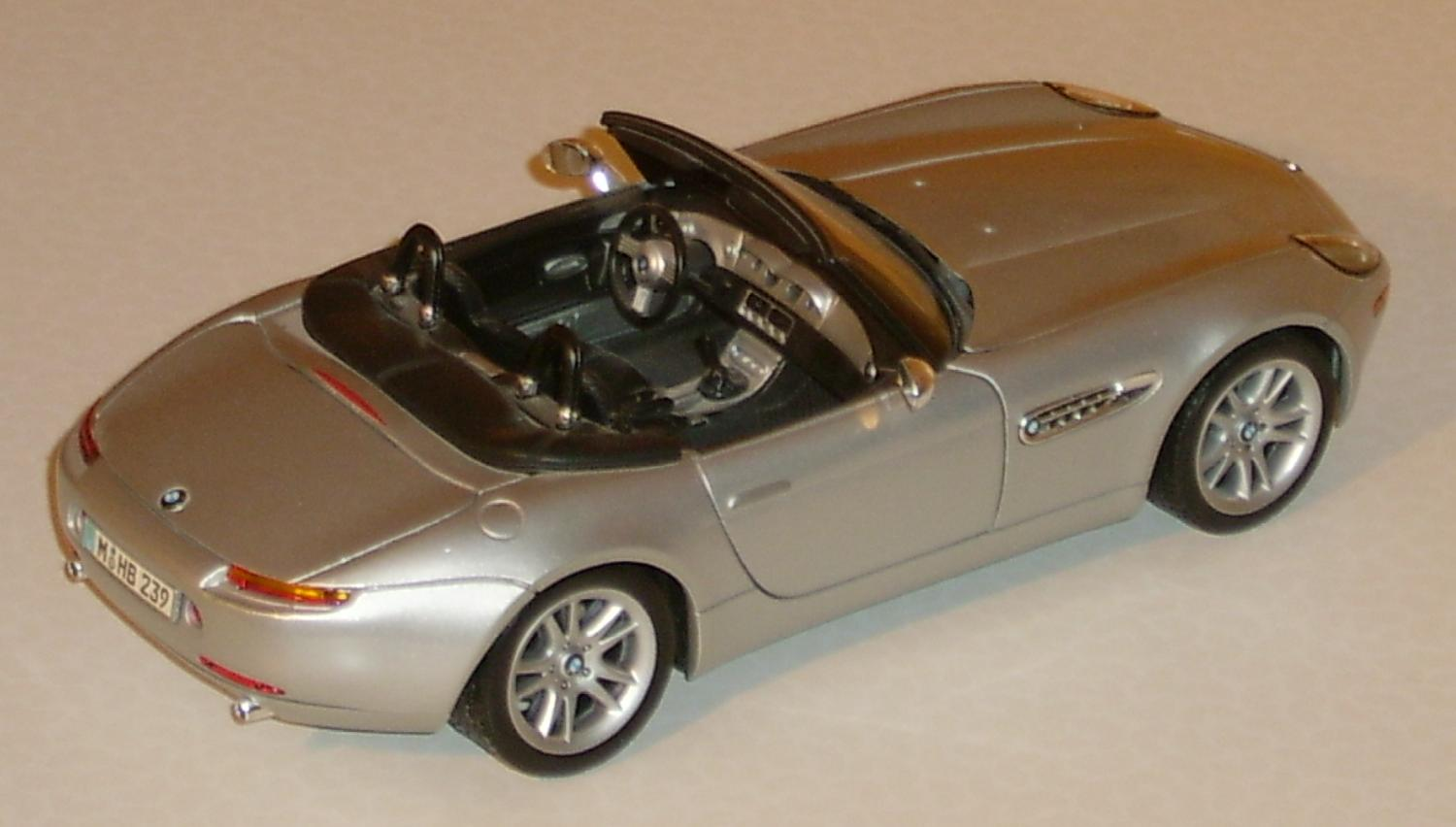
BMW Z8 von Maisto
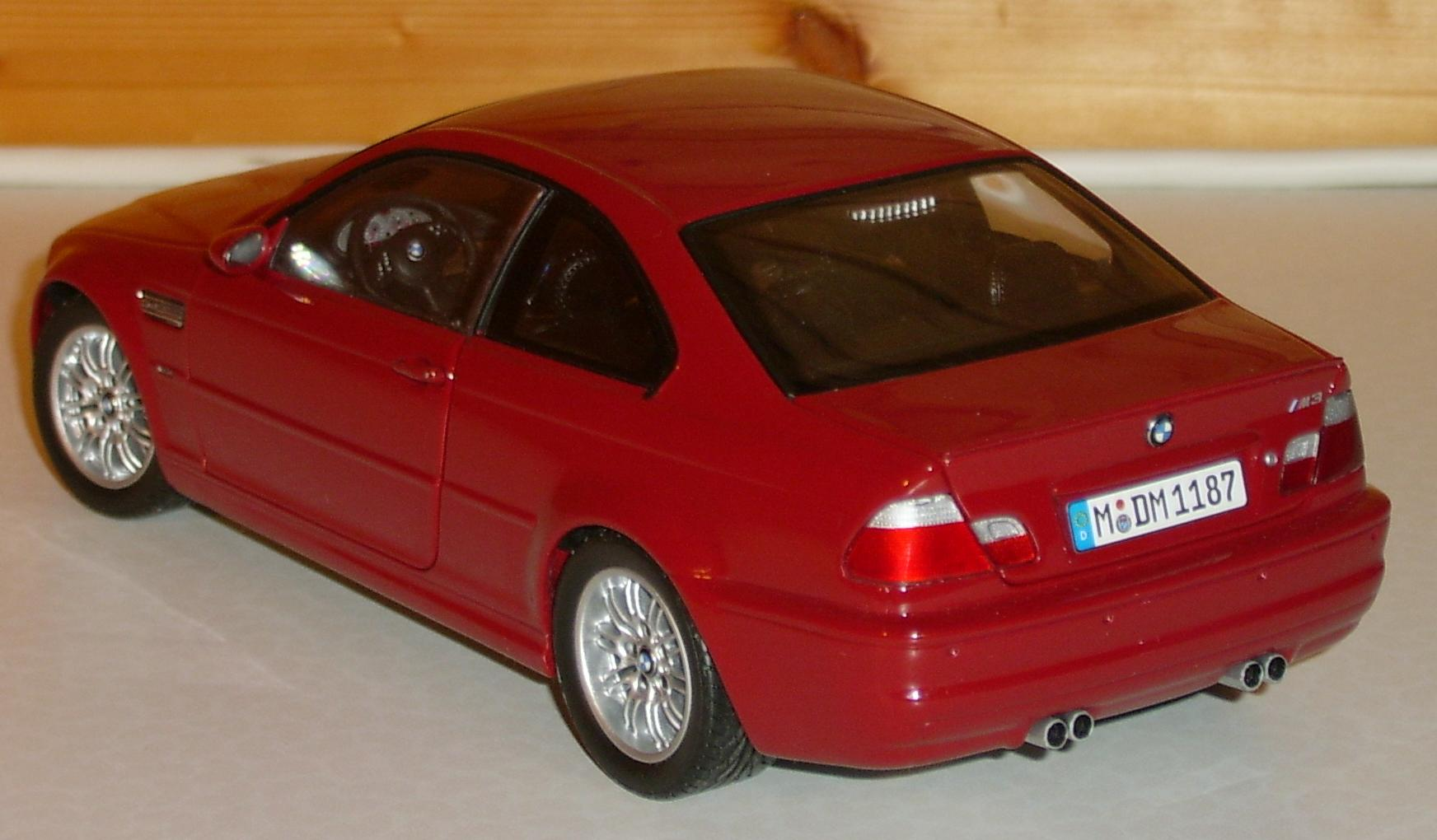
BMW M3 von Kyosho
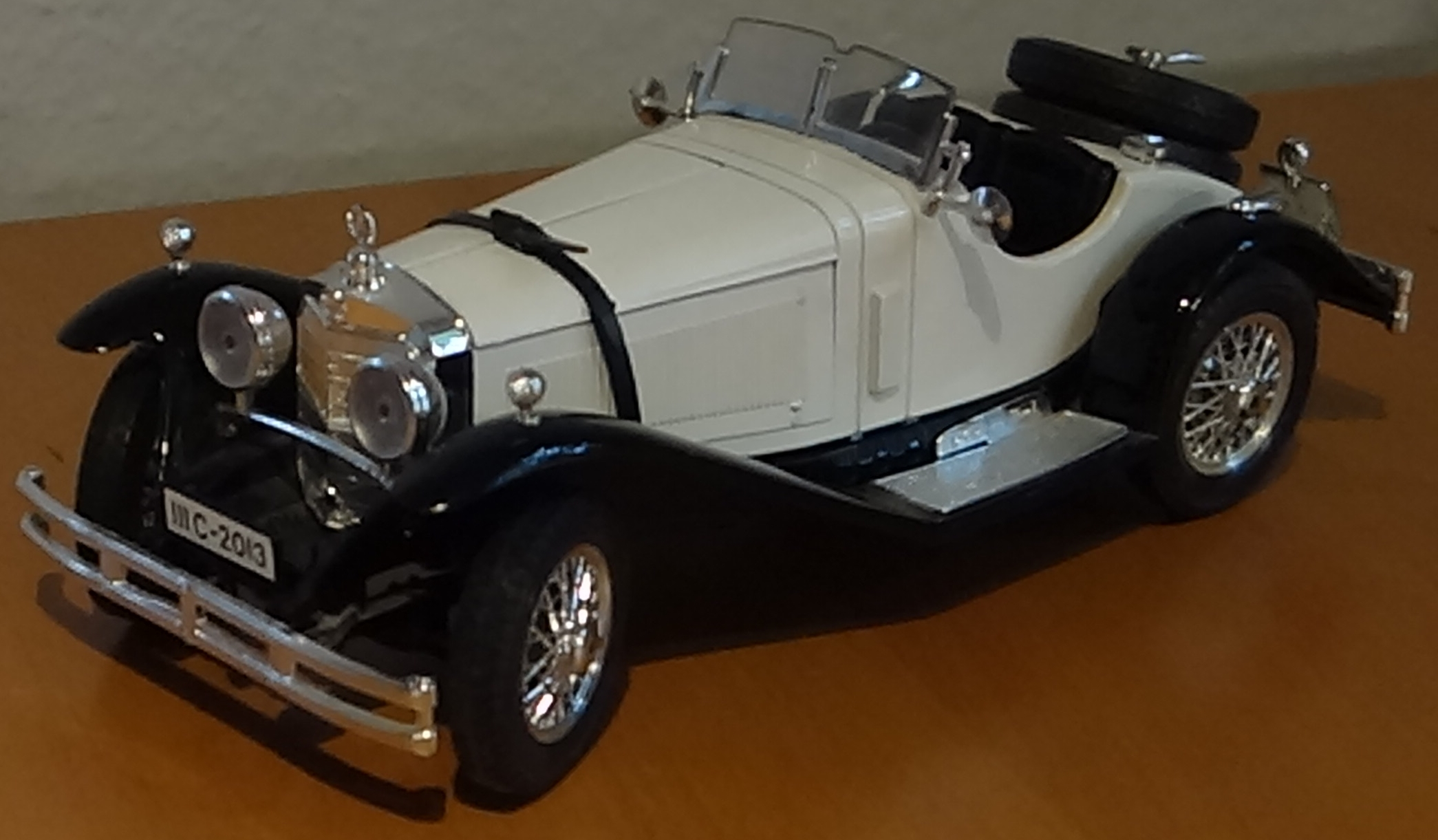
Mercedes-Benz SSK 1:18
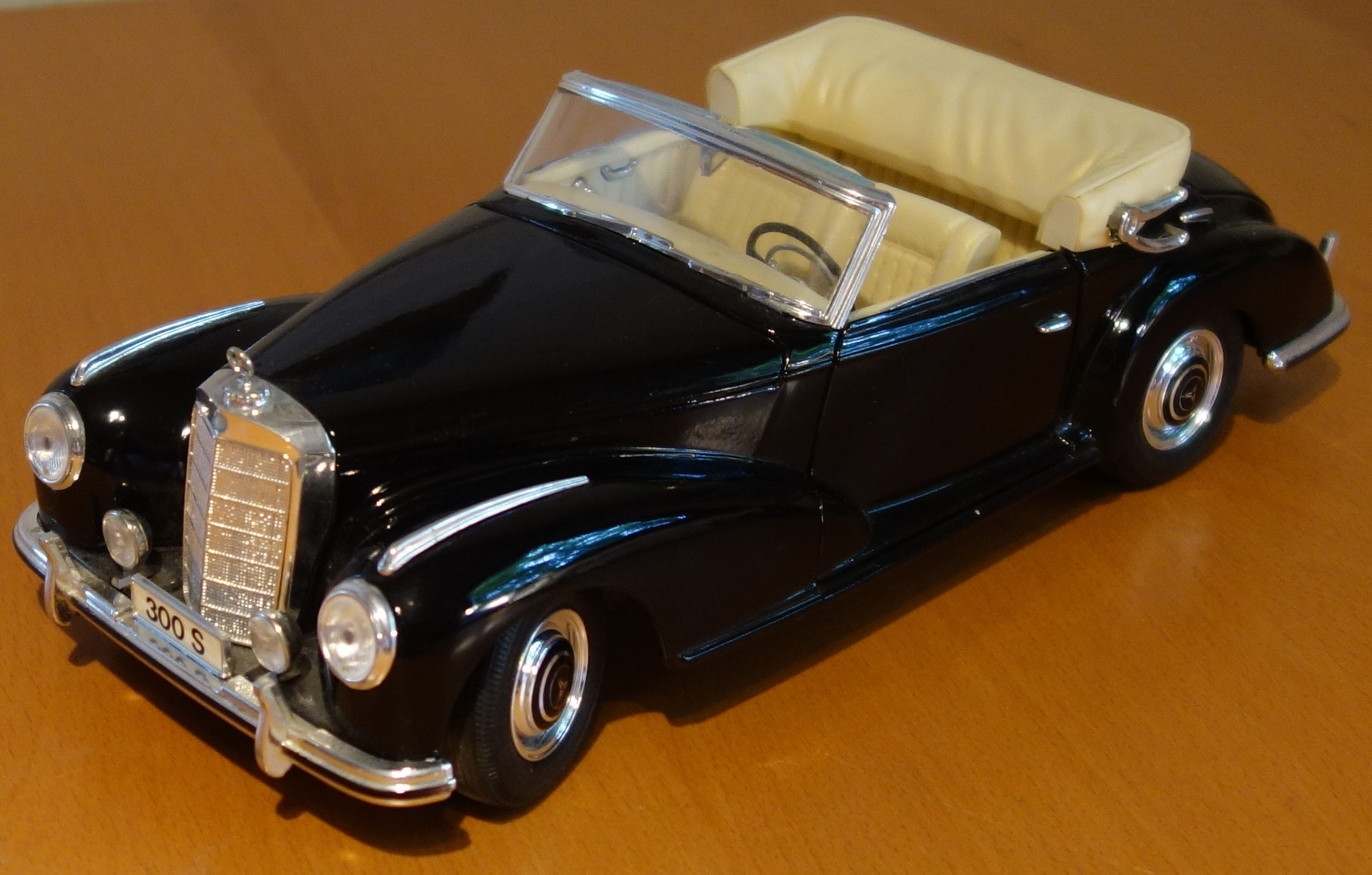
Mercedes-Benz 300 S von 1955 in 1:18

### 1:24
Der Sammlermaßstab 1:24 hat seinen Ursprung in den USA und wird auch heute noch vorwiegend dort gesammelt. Etwa seit dem Jahr 2003 ist auch in Deutschland eine erhebliche Steigerung der Nachfrage an Modellen in 1:24 zu verspüren – hauptsächlich bedingt durch den momentanen Trend zu Tuning-Modellen (z. B. von Jada), die hauptsächlich in 1:24 angeboten werden. Bei 1:24-Modellen sind in der Regel die Türen und die Motorhaube zu öffnen.
Modelle dieses Maßstabs passen am ehesten zu einer Gartenbahn der Nenngröße IIm und werden daher auch für diesen Bereich nachgefragt.
Daneben ist der Maßstab 1:24 im Modellbau von Standmodellen aus Plastik oder Resine verbreitet. Hier sind vor allem die Modelle von Tamiya aus Japan und Revell zu nennen.

### 1:43
1:43 ist der Maßstab mit der größten Auswahl an Modellen und auch der insgesamt größten Sammlergemeinde. Er gilt als der (sogenannte) internationale Sammlermaßstab und wird eigentlich fast überall auf der Welt hergestellt und gesammelt. Insbesondere japanische Vorbilder sind oft nur in 1:43 zu bekommen.
1:43 war in den 1970er und 1980er Jahren vielfach hauptsächlich als „Spielzeug“, z. B. bei Gama und Solido, im Angebot. Viele interessante und hochwertigere Modelle gab es bis in die 1990er Jahre oft nur in Kleinserie oder als Bausatz bei speziellen Herstellern. Inzwischen gibt es ein sehr großes und oft in direkter Zusammenarbeit mit den Vorbildherstellern entwickeltes Sortiment. Die Modelle sind dabei wesentlich detaillierter, aber auch teurer als die früheren Spielzeugmodelle.

### 1:64

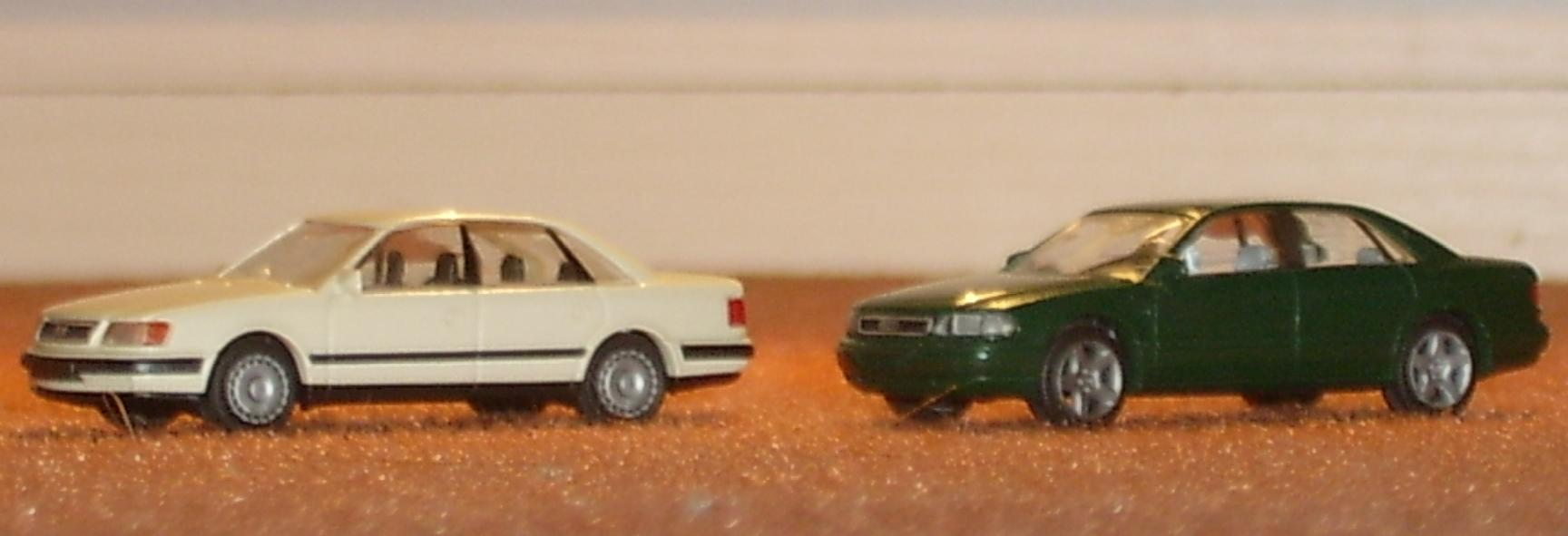
Audi 100 und Audi A8 der Marke Rietze im Maßstab 1:87

Die im Allgemeinen oft als „Matchboxautos“ bezeichneten Automodelle im Maßstab um 1:64 (die „Spielzeugautos“ variieren grob zwischen 1:52 und 1:67) erfreuen sich besonders bei Kindern großer Beliebtheit. Deswegen entspringen diese meist aus Metall- und Plastikteilen gefertigten Modelle oft der Fantasie bzw. orientieren sich frei an realen Vorbildern. Natürlich gibt es ebenso sich eng am Vorbild orientierende Modelle. Wichtige Hersteller sind z. B.: Siku, Matchbox, Hot Wheels und Majorette. Ein großer Unterschied zu Modellautos im Maßstab 1:43 besteht auch darin, dass hierbei die Möglichkeit, mit dem Auto zu spielen, für Kinder im Vordergrund steht, auf Detailtreue wird nicht so viel Wert gelegt. So lassen sich bei Matchbox, Siku usw. generell die Fahrzeuge bewegen, d. h., die Räder drehen sich. Dies ist bei 1:43-Modellen keine zwingende Voraussetzung, bei Resin-Modellen ist es oftmals gar nicht möglich, die Räder überhaupt zu drehen, oder aber sie sind sehr unrund und „eiern“.
Seit einigen Jahren werden im Maßstab 1:64 außer Spielzeug- auch Sammlermodelle angeboten. Die in China produzierten und unter der US-amerikanischen Marke „Code 3“ vertriebenen Feuerwehrmodelle sind fein detailliert und für Kinderhände eher ungeeignet.

### 1:87

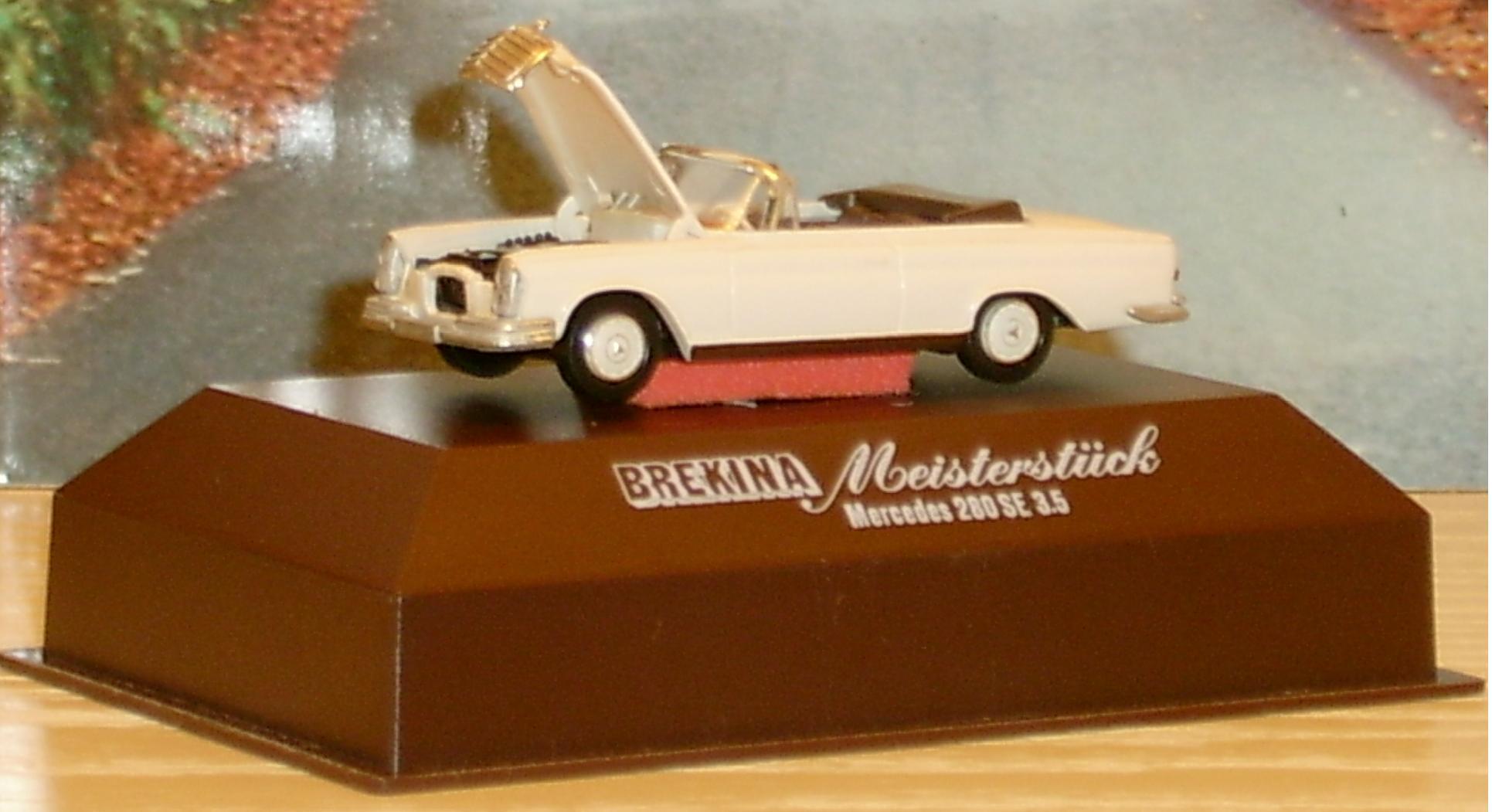
Brekina: Mercedes-Benz in 1:87

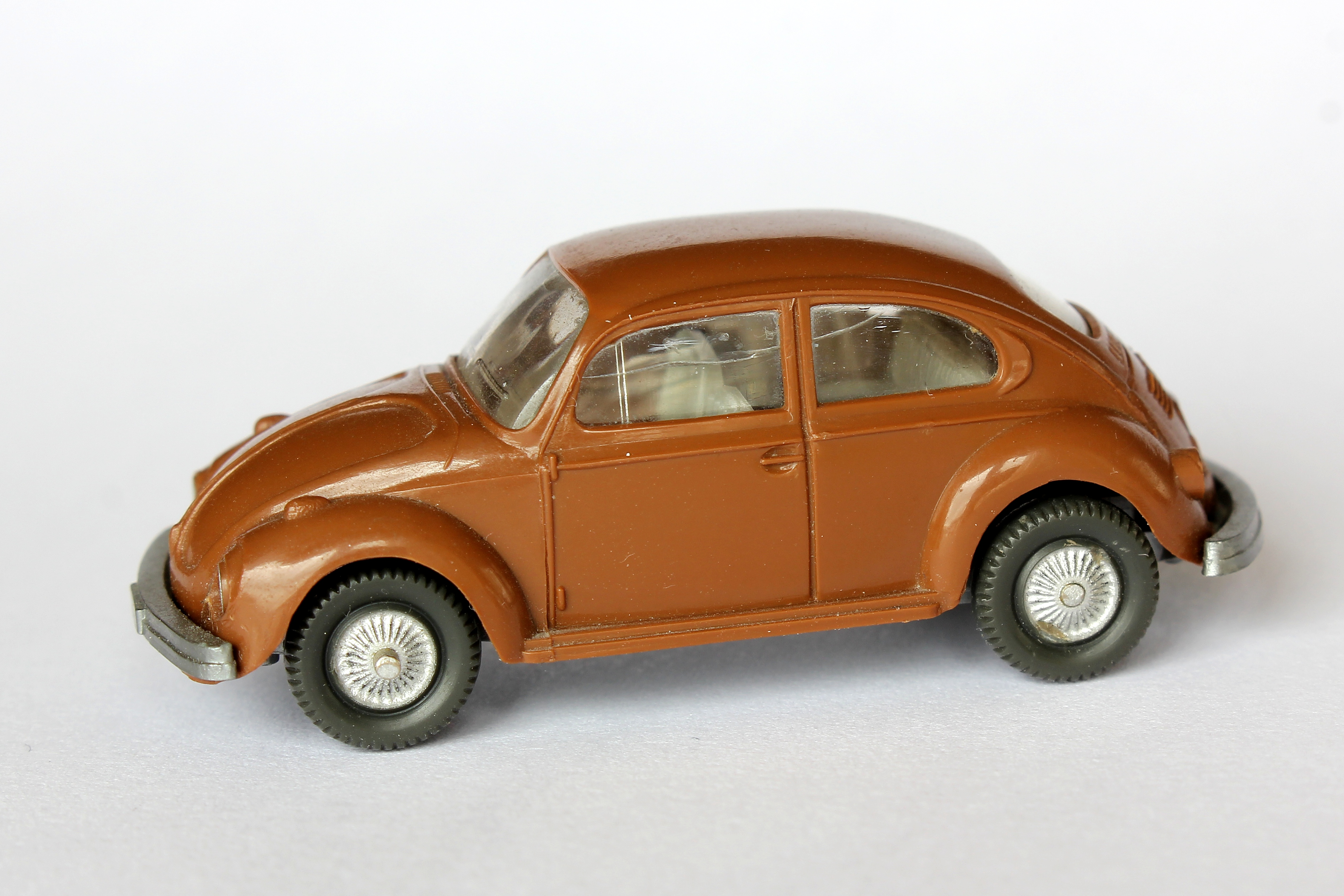
Älteres Wiking-Modell des VW 1303 in 1:87; Größe des Modells: 47,5 mm

Modelle im Maßstab 1:87 dienen auch als Ausstattung für Modelleisenbahnanlagen der Nenngröße H0, haben sich aber seit den 1970er Jahren vor allem im deutschsprachigen Raum zu einem eigenen Sammelgebiet entwickelt. Die Modelle bestehen meist aus Kunststoff. Seit dem Jahr 2000 gibt es außerdem einige Modelle aus Metall. Auch in diesem Maßstab gibt es Werbemodelle einiger vor allem deutscher Automobilhersteller.
Die wichtigsten Hersteller von 1:87-Kunststoff-Modellen für den europäischen Markt sind Brekina, Busch, Herpa, Rietze, Wiking und Norev.
Metallmodelle in 1:87 gab es von Schuco in Form der Piccolo-Serie schon in den 1950er Jahren. Die damals in ihrer Detaillierung durchaus mit Kunststoff-Modellen vergleichbaren Modelle wurden in der Folgezeit von diesen völlig vom Markt verdrängt und nur noch als Replikas für Sammler angeboten.
Etwa seit 2000 stellen jedoch unter anderem die asiatischen Hersteller Welly und High Speed wieder Die-Cast-Modelle in 1:87 her. Die Modelle von Highspeed werden in Europa vor allem von Schuco (als Edition 1:87) vertrieben. Die Modelle von Welly wurden bis 2007, soweit sie nicht Highspeed-Entwicklungen entsprachen, ebenfalls von Schuco, danach von Vollmer vertrieben. Daneben sind einige dieser Modelle auch unter anderen Marken, teilweise als Werbemodelle verschiedener Branchen im Handel. Details, die die Druckgussfertigung überfordern würden, werden aus Kunststoff ergänzt. Die Modelle sind preislich deutlich unter den Kunststoff-Modellen angesiedelt, wobei die Detaillierung deutlich einfacher bleibt. Darüber hinaus „ersaufen“ besonders bei leuchtenden Farben die Details in der Tauchlackierung. Nach einem ähnlichen Konzept arbeiten mehrere, vor allem im US-amerikanischen Markt tätige Hersteller wie Classic Metal Works oder Model Power.

### 1:76

Blech-Standmodell FIAT 500 mit Dachgepäck Länge: 24 cm

Im britischen Raum ist der Maßstab 1:76 dem kontinentalen Maßstab 1:87 vergleichbar, sowohl als Modelleisenbahnzubehör (Nenngröße 00) als auch als Sammelgebiet. Hierzu zählen besonders Omnibusmodelle verschiedener Hersteller (z. B. EFE, Corgi OOC, Oxford, Northcord, Britbus, Base Toys). Die Modelle werden meist aus Metall-Druckguss mit Kunststoffteilen in feiner Detaillierung und Bedruckung hauptsächlich in Asien produziert.

### Unterschiedliche Maßstäbe
Seit Anfang der 2000er Jahre sind Nostalgiemodelle aus Blech weltweit auf dem Markt. Diese Blechmodelle, meist Oldtimer-Modelle, werden aus Weißblech hauptsächlich in China hergestellt. Sie werden in unterschiedlichen Maßstäben angeboten, sind handgefertigt, mit Finish auf Alt getrimmt und werden zwischenzeitlich gesammelt und auch zur Dekoration verwendet.

## Funktionsmodelle

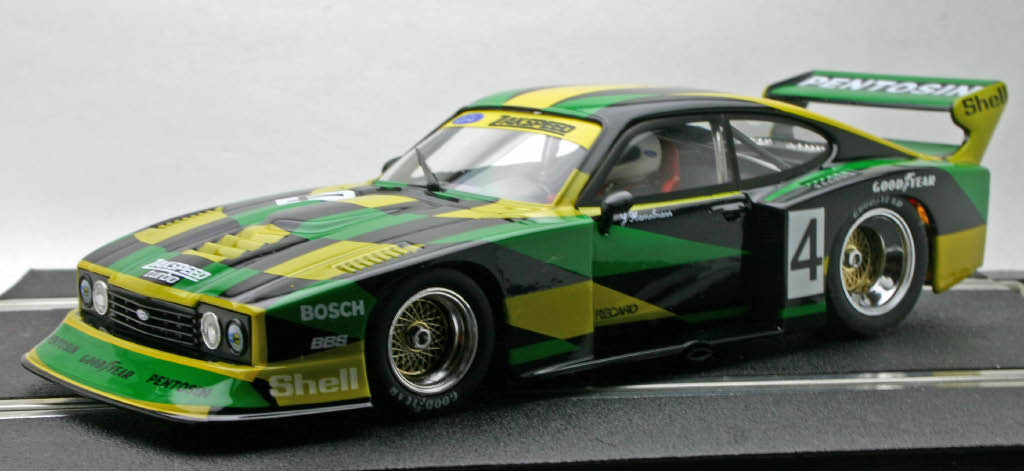
Ein Slotcar: Ein Ford Capri der Firma Fly

Funktionsmodelle sind ähnlich ausgeführt wie Standmodelle. In Bezug auf Originaltreue werden jedoch Abstriche in Kauf genommen, um das Modell mittels Fernsteuerung oder als Slotcar auf der Autorennbahn betreiben bzw. einige Funktionen ausführen zu können. Die bekanntesten Hersteller sind Carrera, Ninco, Fly, Scalextric und SCX.
Der Antrieb kann mit Hilfe einer Aufzugsfeder, eines Schwungrads, batterieelektrisch oder auch mittels Verbrennungsmotoren erfolgen, wobei letztere Variante wegen ihres hohen Preises und Gefahren beim Umgang nicht für Modellen für Kinder geeignet ist.

## Wettbewerbsmodelle
Angetrieben durch Elektro- oder Verbrennungsmotoren, mit denen seit mehr als 30 Jahren in den unterschiedlichsten Klassen weltweit Wettbewerbe ausgetragen werden. Obwohl nicht immer originalgetreu, gibt es durchaus Modelle die optisch sehr ansprechend aussehen. Natürlich finden sich je nach Klasse (z. B. Speedmodelle) auch reine Zweckbauten.
Der Hyracer ist das erste wasserstoffbetriebene Modellfahrzeug der Welt.

## Veredelte Modellautomobile
Tuning ist nicht nur im Bereich der echten Automobile möglich, auch im Modellauto-Segment ist es ein beliebtes Hobby. Seine Verbreitung wurde vor allem durch Modellautohersteller wie Jadatoys und in neuerer Zeit auch Maisto vorangebracht. Auch der 2001 erschienene Kinofilm The Fast and the Furious weckte die Begeisterung vieler für das Tuning und somit auch für die entsprechenden Miniaturmodelle.
Modellauto-Tuning ist vor allem im Maßstab 1:18 weit verbreitet. Dieser an Detail-Fülle kaum zu überbietende Maßstab bietet die meisten Möglichkeiten für Modifikationen. Als Basis für das Tuning werden meist fertige Metall-Modellautos herangezogen, seltener Plastikbausätze. Diese Basismodelle werden auseinandergebaut und nach dem Umbau wieder zusammengefügt. Modifikationen werden oft an den Felgen, der Karosserie und Lackierung sowie am Innenraum vorgenommen. Tuningteile sind in vielen Online-Modellautoshops erhältlich.